# Spouter Peak
Spouter Peak är en bergstopp i Antarktis. Den ligger i Västantarktis. Argentina, Chile och Storbritannien gör anspråk på området. Toppen på Spouter Peak är 615 meter över havet, eller 383 meter över den omgivande terrängen. Bredden vid basen är 4,4 km.
Terrängen runt Spouter Peak är kuperad västerut, men österut är den platt. Trakten är obefolkad. Det finns inga samhällen i närheten. 